# Antônio Zacarias Álvares da Silva (filho)
Antônio Zacarias Álvares da Silva (Pitangui, 6 de setembro de 1847 — 30 de outubro de 1905) foi um médico e político brasileiro, foi prefeito de Abaeté entre 1881 e 1884, deputado federal por Minas Gerais em duas legislaturas, estando no segundo mandato quando de sua morte.

## Biografia
Filho natural de Antônio Zacarias Álvares da Silva, que lhe era homônimo e viria em 1879 a se tornar barão do Indaiá, nasceu no mesmo ano em que o pai se casara com a futura baronesa, Isabel Carolina da Cunha Sampaio; seu nascimento se deu na mesma cidade em que o pai nascera, no lugar então denominado Abadia (hoje a cidade de Martinho Campos, então distrito de Pitangui), e foi criado pelo pai na Fazenda Sant'Ana.
Formado em medicina no Rio de Janeiro, era conhecido como "Dr. Nico"; tinha um irmão também adulterino chamado Frederico Zacarias Álvares da Silva, conhecido por "Sinhô" - além de diversos outros havidos do casamento paterno.
Trabalhou como médico em várias cidades mineiras como a Pitangui natal, Abaeté, Patos de Minas, Carmo do Paranaíba, Formiga e Dores do Indaiá (cidade que, como Abaeté, fora emancipada graças ao seu pai).
Sua primeira eleição como deputado federal deu-se em 1899, representando o sétimo distrito do estado.
Foi casado com a avó do futuro ministro da Educação e Saúde de Getúlio Vargas, Francisco Campos, Balbina de Souza e Silva (que era viúva de Francisco Alves de Filgueira Campos, com quem tivera a filha Azejúlia de Souza e Silva, enteada do dr. Nico e mãe de Francisco Campos).